# Ахмед Уях'я
Ахмед Уях'я (араб. أحمدأويحيى) (нар. 2 липня 1952) — алжирський політичний діяч, чотири рази обіймав посаду прем'єр-міністра Алжиру, від партії Національне демократичне об'єднання: з 31 грудня 1995 — 15 грудня 1998, 5 травня 2003 — 24 травня 2006, з 23 червня 2008 —  3 вересня 2012 та 16 серпня 2017 — 11 березня 2019.

## Біографія
Народився 2 липня 1952 року. У 1958—1959 роках навчався в Алжирській академії. У 1965—1966 роках здобув другу вищу освіту в ліцеї Ель-Едріссі. З 1972 року — на дипломатичній роботі. У 1978 році почав працювати у міністерстві закордонних справ. У 1981—1984 роках — посол Алжиру в республіці Кот-д'Івуар. У 1984—1989 роках — на дипломатичній роботі в ООН. У 1990—1991 роках — генеральний директор Африканського департаменту ООН. У 1992—1993 роках — посол у Малі. У 1993 отримав портфель в уряді Реди Малека. У 1995 році президент Ламін Зеруаль призначив його прем'єр—міністром.